# Khối núi
Khối núi hay sơn quần là một phần của sơn hệ, nằm ở vị trí tương đối cô lập (ở mức độ nhiều hay ít), có chiều dài và chiều rộng tương đối bằng nhau. Như thế, các khối núi ít bị chia cắt, có sự đồng nhất hình thái được biểu hiện rõ nét. Các khối núi được chia tách với các dãy núi của sơn hệ bằng các thung lũng rộng và sâu. 
Về mặt địa chất, một khối núi là một đoạn trong lớp vỏ được phân ranh giới bằng các phay hay nếp oằn. Trong chuyển động của lớp vỏ, một khối núi có xu hướng giữ lại cấu trúc nội tại của nó trong khi bị dời chỗ về mặt tổng thể. Thuật ngữ này được sử dụng để chỉ một nhóm các ngọn núi được hình thành bởi cấu trúc như thế. Các khối núi là đơn vị cấu trúc nhỏ hơn của lớp vỏ so với các mảng kiến tạo.
Một trong các ví dụ về khối núi tại châu Âu là khối núi Central (khối núi Trung tâm) trong khu vực Auvergne của Pháp.

## Danh sách các khối núi

### Châu Phi
- Adrar des Ifoghas - Mali
- Khối núi Aïr - Niger
- Khối núi Tondou - Cộng hòa Trung Phi

### Châu Nam Cực
- Khối núi Vinson

### Châu Á
- Khối núi Annapurna - Nepal
- Khối núi Chư Pông - Việt Nam
- Hazaran - Iran
- Khối núi Kangchenjunga - India
- Vườn quốc gia Daisetsuzan - Nhật Bản
- Khối núi Kondyor - Nga
- Dãy Kugitangtau - Turkmenistan
- Nun Kun- Ấn Độ
- Khối núi Panchchuli - India
- Khối núi ultrabasit Logar - Logar, Afghanistan

### Châu Âu
- Khối núi Armorican - Brittany, Pháp
- Khối núi Ceahlău - România
- Khối núi Chartreuse - Pháp
- Khối núi Cornubian - Vương quốc Anh
- Khối núi Jungfrau - Thụy Sĩ
- Long Mynd - Vương quốc Anh
- Khối núi Central - Pháp
- Khối núi Montgris - Tây Ban Nha
- Khối núi Mont Blanc- Italia/Pháp
- Khối núi Vitosha - Bulgaria

### Bắc Mỹ
- Khối núi Juneau - Juneau, Alaska
- Khối núi Edziza - British Columbia, Canada
- Khối núi Laurentia - Quebec, Canada
- Khối núi Le - Quebec, Canada
- Khối núi Lincoln - Lincoln, Vermont
- Khối núi Mountains - Haiti
- Khối núi Meager - British Columbia, Canada
- Khối núi Logan - Yukon, Canada

### Châu Đại Dương
- Khối núi Big Ben - đảo Heard

### Nam Mỹ
- Khối núi Brasilia - Argentina

### Ngầm
- Khối núi Atlantis - một phần của sống Trung Đại Tây Dương tại Bắc Đại Tây Dương.